# 大河内正敏
大河内正敏子爵（1878年12月6日—1952年8月29日），日本物理學者，前貴族院議員及實業家，曾在日本前首相田中角榮年輕時為其提供商業上的支援。

## 生平
大河内正敏在明治11年（1878年）作爲家裏的長子，在東京濱松町出生。其父為上總國大多喜藩末代藩主大河內正質。後來，他過繼至大河内家前三河國吉田藩的一系，最後和吉田藩末代藩主大河内信古之女一子結婚。
正敏和大正天皇是在學習院初等科的同學。在學習院完成初等科課程後，在第一高等中學校完成高中課程。其後在東京帝國大學工學部修讀軍工學。1903年（明治36年）以第一名畢業，並成爲講師。後來自費到歐洲留學。1911年（明治44年）回到日本就任東京帝大教授，與寺田寅彦合作研究子彈相關的物理學。1914年（大正3年）成爲工學博士；次年透過子爵互選補選首次進入議會，成爲貴族院議員。
1918年（大正7年）成爲原內閣海軍省次長。1921年（大正10年），在東大總裁山川健次郎推薦之下，成爲理化學研究所第三任所長。任内推行提升高級研究員自由度的政策，以及積極將研究成果商業化，使研究所達到國際水平。1925年（大正14年），辭任東大教授，專職理研所所長；同年封為正三位。1927年（昭和2年），爲了把活塞環的研究成果實業化，成立理化學興業株式会社，為日本首家製作活塞環的企業。後來理化學興業與另外75家公司合并，擴展成新興財閥理研集團。1930年（昭和5年），獲授四等瑞寶章，同年辭任貴族院議員。1934年（昭和9年）就任東京物理學校第四任校長，1936年（昭和11年）5月兼任該校理事長，1937年辭任理事長一職。1938年（昭和13年），參加貴族院子爵議員補選並第二次當選。1941年（昭和16年），提交了原子彈製作可能性的報告。1943年（昭和18年），就任東條内閣内閣顧問。
1945年（昭和20年），日本二戰投降，大河内因負責軍工產業、日本核研究計劃，以及為内閣顧問的緣故，經遠東國際軍事法庭列入甲級戰犯名單，旋即進入東京巢鴨監獄服刑；同年，辭任東京物理學校校長。1946年（昭和21年）獲釋，同年4月辭任貴族院議員，同年10月辭任理化学研究所所長；同年因駐日盟軍總司令部的「公职追放」政策而遭禁出任公職。1951年（昭和26年）8月6日禁令解除。1952年（昭和27年）死於中風，享年73歲。死前授勳二等旭日重光章。和祖先松平信綱一樣葬於埼玉縣新座市野火止平林寺。

## 家庭
妻子為大河内信古之女一子。大河内信定和大河内信敬是他的兒子。女演員河内桃子是他的孫女。